# Sixto Betancourt
Sixto Ubaldo Betancourt Véliz (ur. 16 maja 1992 w Tiquisate) – gwatemalski piłkarz występujący na pozycji lewego obrońcy, reprezentant Gwatemali, od 2024 roku zawodnik Achuapy.

## Kariera klubowa
Betancourt pochodzi z miejscowości Tiquisate w departamencie Escuintla. Karierę rozpoczynał w trzecioligowym Deportivo Samayac, skąd przeniósł się do występującego w najwyższej klasie rozgrywkowej Juventudu Retalteca. W gwatemalskiej Liga Nacional zadebiutował 22 listopada 2009 w przegranym 1:2 spotkaniu z Zacapą. W październiku 2011, na fali sukcesów osiąganych z reprezentacją młodzieżową, ogłoszono jego transfer do krajowego potentata Comunicaciones FC, lecz ostatecznie do przenosin nie doszło i gracz pozostał w Juventudzie – obydwa kluby nie porozumiały się odnośnie do opłaty transferowej. W 2012 roku spadł z Juventudem do drugiej ligi. Bezpośrednio po tym przeniósł się do Deportivo Malacateco, gdzie spędził rok.
W czerwcu 2013 Betancourt został piłkarzem stołecznego CSD Municipal. Wywalczył z nim wicemistrzostwo Gwatemali (Clausura 2014), lecz pełnił głównie rolę rezerwowego i po kilku miesiącach został zesłany przez trenera Aníbala Ruiza do rezerw. W sierpniu 2014 został ściągnięty przez Mauricio Wrighta, swojego byłego szkoleniowca z Malacateco, na wypożyczenie do kostarykańskiego CS Cartaginés. W kostarykańskiej Primera División zadebiutował 15 października 2014 w przegranym 0:1 meczu z Pérez Zeledón. W lutym 2015 razem z Albertem Barrientosem, swoim kolegą klubowym z Municipalu, został wypożyczony na pół roku do urugwajskiego drugoligowca Plaza Colonia. Na koniec sezonu wywalczył z nim awans do pierwszej ligi.
Latem 2016 Betancourt przeszedł do ekipy Antigua GFC. Zdobył z nim pierwszy w historii klubu tytuł mistrza Gwatemali (Apertura 2017). Po roku został piłkarzem Deportivo Malacateco, z którym wywalczył największy sukces w dziejach zespołu – wicemistrzostwo Gwatemali (Clausura 2019). Pełnił rolę kapitana drużyny.

## Kariera reprezentacyjna
W kwietniu 2009 Betancourt w barwach reprezentacji Gwatemali U-17 prowadzonej przez Antonio Garcíę wziął udział w mistrzostwach CONCACAF U-17. Rozegrał wówczas dwa mecze (na trzy możliwe), zaś jego drużyna odpadła z rozgrywek w fazie grupowej.
W marcu 2011 Betancourt został powołany przez selekcjonera Evera Hugo Almeidę do reprezentacji Gwatemali U-20 na mistrzostwa CONCACAF U-20. Wystąpił tam tylko w jednym meczu (na pięć możliwych), a będący gospodarzami Gwatemalczycy dotarli aż do półfinału – przegrali w nim z Kostaryką (1:2) – zajmując trzecie miejsce w turnieju i po raz pierwszy w historii zakwalifikowali się na młodzieżowe mistrzostwa świata. Na sierpniowych mistrzostwach świata U-20 w Kolumbii Betancourt rozegrał dwa z czterech spotkań, a Gwatemalczycy odpadli w 1/8 finału z Portugalią (0:1). Tamta drużyna była wówczas uznawana za „złote pokolenie” Gwatemali, lecz sam Betancourt był wyłącznie jej drugoplanową postacią.
W seniorskiej reprezentacji Gwatemali Betancourt zadebiutował za kadencji selekcjonera Amariniego Villatoro, 22 stycznia 2021 w wygranym 1:0 meczu towarzyskim z Portorykiem.